# Червено-зелен ара
Червено-зеленият ара (Ara chloropterus) е вид птица от семейство Папагалови (Psittacidae). Видът е незастрашен от изчезване.

## Разпространение
Разпространен е в Аржентина, Боливия, Бразилия, Колумбия, Еквадор, Френска Гвиана, Гвиана, Панама, Парагвай, Перу, Суринам и Венецуела.